# 굿뮤직 (부산교통방송)
 노주원의 굿뮤직은 TBN 부산교통방송(FM 94.9MHz)에서 주말 낮 14시부터 낮 15시 55분까지 방송된 부산권 지역의 라디오 음악 프로그램이다.

## 프로그램 소개
- 주말 오후, 추억을 함께 나눌 수 있는 좋은 이야기와 골든 팝을 중심으로 한 좋은 음악으로 좋은 시간을 만들어갑니다.

## 코너 소개

### 요일별 코너
- (토요일) 나름, 라이벌 : 색다른 시선의 라이벌 매치
- (토요일) Live is Life : 라이브 실황 음반 소개
- (토요일) 굿보드 차트 : 빌보드 차트를 굿뮤직 만의 감성으로 재구성
- (일요일) 장르의 맛 : 팝의 다양한 하위 장르와 대표 뮤지션 소개
- (일요일) 복고맨의 팝 이야기 : 옛날 음악 좋아하는 MZ세대 복고맨의 팝 비하인드 스토리
- (일요일) 굿뮤직 주크박스 : 재미있는 테마로 엮어가는 선곡 릴레이